# Шевченко, Александр Леонидович
Алекса́ндр Леони́дович Шевче́нко (укр. Олександр Леонідович Шевченко; род. 8 апреля 1971, Коломыя, Ивано-Франковская область) — украинский бизнесмен, общественный деятель, политик, меценат. Является совладельцем горнолыжного курорта «Буковель», директор ТК «Буковель». Народный депутат Украины 7-го (2014) и 8-го созывов, беспартийный (в ВР 8-го созыва — член фракции Блока Петра Порошенко). Кандидат в президенты Украины на выборах 2019 года.

## Образование
В 1986—1989 годы — учащийся Коломыйского ГПТУ-14, специальность радиомонтажник (диплом с отличием).
В 1989—1995 годы — студент Черновицкого государственного университета им. Ю.Федьковича (физический факультет, специальность — «Радиотехника», квалификация «Радиоинженер»).

## Профессиональная деятельность
С 1989 до 1995 года — монтажник радиоаппаратуры 2-го разряда в цехе № 4 Коломыйского деревообрабатывающего завода.
С марта 1995 года — менеджер по торговле предприятия «Аускопрут».
С января 1997 до 2004 года — директор ПКФ «Кварта».
С 2004 года — директор ООО «Скорзонера» (компания является владельцем горнолыжного курорта «Буковель»).
С 2010 года — депутат Ивано-Франковского областного совета.

## Общественная и политическая активность
Имеет много отличий и наград областного, Всеукраинского и международного уровня за развитие туризма на Прикарпатье, поддержку социальных и благотворительных проектов в регионе, содействие в развитии и поддержке молодежного движения и молодежных инициатив. Только за последние четыре года, в благотворительных проектах от ТК «Буковель» и лично Александра Леонидовича Шевченко, было охвачено более 60 000 человек.
С 2010 года входит в состав Постоянной комиссии областного совета по вопросам экологии рационального природопользования, рекреации и развития туризма.
С 2012 года возглавляет комиссию по подготовке предложений и обоснований относительно возможностей и перспектив проведения на территории Ивано-Франковской области зимних Олимпийских и Параолимпийских игр 2022 года.
Во время событий на Евромайдане активно помогал активистам финансовыми и материальными ресурсами. На базе ТК «Буковель» организовал лагеря оздоровления и реабилитации пострадавших на Майдане. Также организовал программы отдыха и оздоровления для членов семей военнослужащих, которые выехали из Крыма на материковую Украину.
28 марта 2014 года принял решение баллотироваться в Верховную Раду Украины по одномандатному округу № 83. Свое решение он объяснил желанием сделать Украину настоящим европейским государством.

### В Верховной раде Украины
17 июня 2014 года принёс присягу в качестве депутата Верховной Рады 7-го созыва. Не входил в состав какой-либо фракции. Был членом Комитета Верховной Рады Украины по вопросам экономической политики.
14 августа 2014 в кулуарах Верховной Рады между депутатами А. Шевченко и О. Ляшко состоялся разговор, который впоследствии перерос в публичную перепалку. Свидетелями спора стало большое количество людей, в том числе журналисты.
В Верховной Раде 8-го созыва входил в состав фракции Блок Петра Порошенко. 6 ноября 2015 года вышел из фракции.
25 декабря 2018 года включён в санкционный список России.
Кандидат на выборах президента Украины 2019 года. Во втором туре выборов поддержал Владимира Зеленского.

## Семья
Был женат, имеет трех дочерей и трех сыновей.